# Cerkev sv. Marije na Kapitolu, Köln
Cerkev sv. Marije na Kapitolu je s 100 m dolžine in 40 m širine največja zgodnjeromanska cerkev v Kölnu.  Je ena od dvanajstih romanskih bazilik v starem mestu Kölna, ki jih pomaga vzdrževati Podporno društvo kölnskih romanskih cerkva (Förderverein Romanische Kirchen Köln). Dodatek »na Kapitolu« v imenu spominja na rimski tempelj, ki je v antiki stal na tem mestu.

## Zgodovina
Na mestu današnje cerkve, na majhni vzpetini v bližini Rena, so Rimljani v prvem stoletju našega štetja zgradili tempelj, posvečen trem najpomembnejšim rimskim bogovom, Jupitru, Junoni in Minervi (kapitolski trojici). Na njegovih temeljih je kasneje zaporedoma zraslo več krščanskih cerkva.
Potem ko so  sredi petega stoletja Franki zavzeli Köln, je javna posest iz rimskih časov prišla v roke frankovskih vladarjev in plemičev. Na območju kapitolskega griča so domnevno imeli svoj kölnski sedež frankovski majordomi. Eden med njimi, Pipin II., ki si je leta 687 prisvojil majordomske urade različnih delov cesarstva in velja za dejanskega gospodarja v cesarstvu, je daljša obdobja preživel v Kölnu. Njegova žena Plektruda, ki je izhajala iz mogočne avstrazijske plemiške rodbine, je po Pipinovi smrti, v letih 714-716 zadrževala v ujetništvu Pipinovega nezakonskega sina Karla Martela, da bi mu preprečila majordomsko nasledstvo in da bi ta položaj v Nevsteriji omogočila svojemu vnuku Teudoaldu; njena sinova sta namreč že pred tem umrla. Drugega vnuka, Arnulfa, je imenovala za vojvodo Frankovskega cesarstva, sama pa je iz svoje rezidence v Kölnu obdržala vrhovno avtoriteto. Vendar so Teudoalda njegovi  nevsterijski nasprotniki premagali. Leta 716 je do Kölna prodrl s svojimi četami nevsterijski majordom Ragenfrid in od Plektrude izsilil izročitev velikega dela frankovskega cesarskega zaklada. Tedaj je tudi Karel Martel prišel na prostost in se uveljavil kot vodja Avstrazije in prisilil svojo mačeho, da se mu je podredila.
Viri iz 12. stoletja poročajo, da je Plektruda pred svojo smrtjo darovala cerkev (ecclesia propria), morda tudi ženski samostan (vsekakor je bil tam od 10. stoletja tudi samostan). Verjetno je šlo za podolgovato dvoransko cerkev s pravokotnim tlorisom približno 10 x 32 m; za njeno gradnjo so uporabili ostanke templja. Plektrudo so tu pokopali in kmalu so jo začeli častiti. Po drugi svetovni vojni so med ruševinami cerkve našli njen sarkofag iz apnenega peščenca.
Leta 881/882 so Normani na enem svojih roparskih pohodov prodrli vse do Kölna in Bonna. Zgodovinski viri navajajo, da je ob ropanju mesta pogorela tudi cerkev sv. Marije na Kapitolu. Arheološka izkopavanja doslej tega niso potrdila.
Kölnski nadškof Bruno je v 10. stoletju preselil kanonike, živeče v samostanu ob cerkvi sv. Marije na Kapitolu,  na lokacijo kölnske cerkve sv. Andreja in v samostan pri Marijini cerkvi pripeljal nune. Sredi 11. stoletja sta nadškof Herman II. in njegova sestra Ida, opatinja ženske skupnosti Sv. Marija na Kapitolu, spodbudila gradnjo nove cerkve. Njun gradbeni načrt je odražal nadškofova politična stremljenja. Križni oltar in cerkveno ladjo novogradnje je leta 1049 blagoslovil papež Leon IX. ob prisotnosti cesarja Henrika III., končno posvetitev pa je leta 1065 opravil kölnski nadškof Anno II. V srednjem veku je imela cerkev na zahodnem delu tri zvonike (westwerk), ki pa jih po zrušitvi v 17. in 18. stoletju niso ponovno zgradili; obdržala sta se le spodnja dela obeh stranskih stolpov. Po letu 1804 so za zvonjenje uporabljali gotski zvonik bližnje župnijske cerkve Malega sv. Martina.
Cerkev sv. Marije na Kapitolu je imela v Kölnu pomembno vlogo. Bila je glavna cerkev za stolnico. Nadškof je tu vedno daroval prvo božično mašo, drugo v cerkvi sv.  Cecilije in tretjo v stolnici. Tudi procesije so potovale s Kapitola v stolnico. Zvon so uporabljali tudi za sporočila nevarnosti, viharja in požara.
V drugi svetovni vojni je bila cerkev močno poškodovana. Junija 1948 se je porušila še nezavarovana vzhodna apsida. Po vojni so božjo službo opravljali v provizorično pokritem zahodnem delu, od božiča 1984 pa tudi v pretežno rekonstruiranem vzhodnem delu cerkve.

## Stavba
Današnja, deloma rekonstruirana zgradba, je zvesta gradbenim zamislim iz 11. stoletja in velja za najpomembnejše delo salijske arhitekture. Cerkev ima glavno in dve stranski ladji. Posebne pozornosti je vreden vzhodni del cerkve s tlorisom v obliki triperesne deteljice (imenovanim tudi trikonch). Poleg vzhodne apside, ki zaključuje glavno ladjo, se z apsidama zaključuje tudi transept; tri apside in vmesni križni del tako oblikujejo enoten prostor, ki je osrednji del svetišča; obkroža ga ambulatorij, ki se začenja in končuje v stranskih ladjah. V zahodnem delu cerkve sta od nekdanjega westwerka ostala le spodnja dela stranskih stolpov. Zanimivi so ostanki srednjeveške opreme.

## Lesena vrata
Dvokrilna, z reliefi prekrite vrata, ki se sedaj nahajajo v južni stranski ladji, so ena najpomembnejših lesenih vrat umetnostne obrti. Izdelana so bila v času dograditve cerkve v letu 1060. 900 let so služila svojemu namenu in še vedno so odlično ohranjena; na njih je še možno opaziti ostanke barve. Po letu 1930 so jih umaknili v notranjost cerkve. Na šestindvajsetih uokvirjenih visokih reliefih so izrezljani prizori iz Jezusovega življenja. Prizori so razvrščeni, kot je bilo v navadi v pozni antiki (npr. na vratih cerkve Santa Sabina all’Aventino v Rimu ali cerkve Sant'Ambrogio v Milanu): levo vratno krilo kaže Jezusovo otroštvo po Matejevem evangeliju, desno krilo križev pot in vstajenje.

## Vejnato razpelo
V severovzhodni kapeli trikoncha visi vejnato razpelo iz 14. stoletja, ki se uvršča med najbolj izrazne trpeče Kristuse gotike. Glava 150 cm dolgega Kristusa je brez moči omahnila naprej. Okrutno prebičano in onemoglo Kristusovo telo predstavlja ostro nasprotje običajni eleganci in lepoti plastičnih oblik in onemogoča vsakršen estetski užitek. Kip je nastal pod vplivom mistične pobožnosti, ki je okrog leta 1300 prevzela mnoge ljudi, ki so se goreče vživeli v Kristusov pasijon, da bi v celoti začutili in razumeli njegovo trpljenje. To je bil proces, ki je pripeljal tudi do iznajdbe pietá, kipa ali slike sedeče Kristusove matere z mrtvim sinom v naročju.

## Korna pregrada
Korna pregrada je najzgodnejše renesančno delo Kölna. Leta 1524 so jo po naročilu petih kölnskih patricijskih rodbin izdelali v Mechelnu. Ob naročilu niso pomislili, da je dolžinska mera čevelj regionalno zelo različna. Tako so dobili precej večji izdelek, kot so pričakovali. V 18. stoletju so jo prestavili na vhodni del cerkve (takoj za westwerk), po obnovi cerkve leta 1985 pa spet na nekdanje mesto pred zahodne stebre križišča in en meter više kot prej. Danes so na njej nameščene orgle.
Pregrada je izdelana iz črnega marmorja in okrašena s skulpturami iz belega apnenca. Tudi tukaj so v medaljonih prikazani prizori iz Jezusove mladosti in prizori iz Stare in Nove zaveze. Kipi predstavljajo svetnike in preroke. Dekoracije so že povsem renesančne, med tem ko so figure na reliefih oblikovane še v slogu pozne gotike.

## Nadaljnje znamenitosti
- grobna plošča sv. Plektrude iz časa 1160/70; strogo oblikovane gube njene obleke kažejo na bizantinski vpliv,
- limburška mati božja iz 13. stoletja,
- krilni oltar, pripisan Hansu iz Aachna, in tabelna slika nekega učenca slikarja Hansa Baldung Greina, oboje iz časa okrog leta 1600,
- epitaf opatinji z imenom Anna Adriana Wolff von Metternich zur Gracht († 1698).

Zanimive so tudi v južni stranski ladji viseče kosti grenladskega kita iz časa ledne dobe, ki je verjetno zašel v rokav Rena in so jih pred stoletji odkrili pri gradbenih delih (največja kost je v Kölnu poznana kot »Zint Märjensrepp« - rebro sv. Marije).
V koru cerkve se nahaja Marijin kip. Legenda pripoveduje, da je mladenič z imenom Hermann Joseph (od leta 1958 svetnik) vsak dan molil pred kipom in mu prinesel jabolko. Nekega dne se mu je kip v zahvalo nasmehnil. Po drugi različici je kip mladeniču v zahvalo povedal za skrivališče, v katerem je ta potem vsak dan našel mošnjiček z denarjem, ki ga je potreboval za šolanje.  V spomin na to še danes ležijo pred kipom dnevno sveža jabolka.

## Orgle in zvonovi
Sedanje orgle je leta 1991 izdelal Johannes Klais iz Bonna. Obsegajo 35 registrov, tri manuale in pedalo.
Cerkev ima tri zvonove, ki jih je leta 1957 vlil Hans Hüesker (Gescher). Jugozahodni stolp služi odtlej kot zvonik. Uglasitve zvonov so naslednje:
|   | ime            | premer (mm) | teža (kg) | uglasitev (16tel) | napis                                                                                                |
| 1 | Maria          | 700         | 210       | des2 –1           | „Sancta Maria + per virginem matrem concedat nobis Dominus salutem et pacem“                         |
| 2 | Plectrudis     | 630         | 150       | es2 +1            | „Sancta Plectrudis + decus Germaniae gaudium Coloniae praesidium nostrum“                            |
| 3 | Hermann Joseph | 510         | 80        | ges2 +2           | „Sanctus Hermannus Josephus + deus docuisti me a iuventute mea: et usque nunc annuntio mirabilia tu“ |
|   | –              | 440         | 65        | b2 +2             | „Vox facta ipsum audite“                                                                             |

V strešnem stolpiču kapele visi še četrti zvon.
- glavna ladja, pogled proti vzhodu
- notranja stena westwerka
- pregradna stena, pogled proti zahodu
- notranjost z vejnatim razpelom
- vejnato razpelo (1304)
- limburška Marija, okrog 1300, višina 1,8 m
- gotski epitaph Plektrude
- polaganje Kristusa v grob (16. stoletje)
- kip Christophorusa, grobne plošče (desno plošča opatinje Anne Adriane Wolff von Metternich zur Gracht)
- lesena vrata iz leta 1060, velikost vxš 485x248 cm
- stara spovednica in Zint Märjensrepp
- zahodna stran cerkve z delom križnegahodnika